# Henry Neville
Sir Henry Neville (født ca. 1562, død 10. juli 1615) var en engelsk adelig diplomat og fjern slægtning til Shakespeare. Han er en af mange kandidater til at være den rigtige forfatter af Shakespeares værker.[kilde mangler]